# True Colors (album của Zedd)
True Colors là album phòng thu thứ hai của nhạc sĩ nhạc electronic dance người Nga-Đức Zedd, phát hành vào ngày 15 tháng 5 năm 2015 bởi Interscope Records. Album bao gồm các bài hát hợp tác với Jon Bellion, Troye Sivan, rapper Logic và với nhà sản xuất Botnek. Ngoài ra còn có một số ban nhạc tham gia như Echosmith, Bahari và X Ambassadors. Một vài cộng tác viên khác không được ghi tên ở phần credit, như Julia Michaels, Jacob Luttrell và Tim James. Bài hát "I Want You to Know" hợp tác với Selena Gomez, được phát hành thành đĩa đơn mở đường cho album vào ngày 23 tháng 2 năm 2015. Vào ngày 14 tháng 4 năm 2015, Zedd ra mắt một bài hát khác hợp tác với nhóm nhạc Bahari, "Addicted to a Memory", đồng thời cũng là đĩa đơn quảng bá cho album. Cùng ngày, album được có sẵn để đặt trước trên iTunes. "Beautiful Now", với sự tham gia của ca sĩ Jon Bellion, được phát hành thành đĩa đơn chính thức thứ hai từ album vào ngày 13 tháng 5 năm 2015 trên iTunes. "Papercut" với sự tham gia hợp tác của Troye Sivan, được phát hành thành đĩa đơn thứ 3 từ album vào ngày 17 tháng 5 năm 2015. Trong tháng đó, Zedd thông báo anh sẽ tổ chức chuyển lưu diễn True Colors để hỗ trợ cho album.
Album đạt được thành công khiêm tốn trên phương diện thương mại, đạt đến vị trí quán quân bảng xếp hạng US Billboard Dance/Electronic Album, cũng như xuất hiện trên bảng xếp hạng của nhiều quốc gia khác.

## Bối cảnh sản xuất
Cuối tháng hai, trong một cuộc phỏng vấn với một đài phát thanh, khi trả lời về quá trình hình thành album, Zedd cho biết "Album của tôi đang có một bước tiến thực sự rất lớn. Có lẽ sẽ mất khoảng một tháng, hoặc một tháng rưỡi để hoàn thiện nó, bạn biết đấy, một vài kiểm nghiệm cuối cùng. Và sau đó, tùy thuộc xem liệu tôi có thể giữ lời hứa đó trong một tháng rưỡi hay không thì album có thể sẽ phát hành sớm hoặc muộn hơn thời điểm đó." Đến giữa tháng 3, Zedd mở tài khoản Twitter và đăng tải một loạt video ngắn cho biết trước tưa đề True Colors. Video này hé lộ một trang web chỉ hiển thị duy nhất logo của Zedd và một chiếc đồng hồ đếm ngược đến 5 giờ chiều ngày 19 tháng 3.
Vào ngày 7 tháng 4 năm 2015, Zedd cuối cùng đã tiết lộ tên, đồ họa, và ngày phát hành của album thông qua Instagram. Bìa album có hình một cái cây, với nhiều màu sắc rực rỡ được dàn đều trông như những chiếc lá. Anh cũng thông báo rằng T-Mobile, thông qua một đối tác quảng bá, sẽ cho phép những người hâm mộ đã theo dõi T-Mobile trên Facebook và Twitter trong buổi sáng ngày 8 tháng 4 có cơ hội tải xuống miễn phí 250.000 bản phối lại của bài hát "I Want You to Know".

## Quảng bá
Trang web hé lộ thông tin về sự khởi động của một chiến dịch quảng bá với chủ đề sáng tạo, tại 10 địa điểm bí mật gần 10 thành phố khác nhau, và mỗi đĩa điểm sẽ ra mắt một bài hát mới. Tại mỗi địa điểm mà chiến dịch đi qua, người hâm mộ của Zedd cần phải vào một trang được thiết kế đặc biệt dành riêng cho chuyến lưu diễn trên Twitter và thực hiện theo chỉ dẫn được cung cấp để tìm các nhãn dán có hình chữ Z được cách điệu (thương hiệu của Zedd), chụp ảnh với nhãn dán cùng ai đó, và trở thành một trong 50 người đầu tiên được cho phép để chuyên chở đến địa điểm bí mật, xem trước về bữa tiệc ra mắt bài hát mới. Địa điểm đầu tiên là Longhorn Cavern State Park gần Austin, Texas, nơi mà Zedd là một trong số các nghệ sĩ của South by Southwest tổ chức tại đó. Địa điểm tổ chức thứ hai là ở một sa mạc gần Joshua Tree, California, với nơi bắt đầu sự kiện là Los Angeles. Sau đó, chiến dịch đi qua địa điểm thứ ba, Phoenix, Arizona trong khi địa điểm thứ tư được tiết lộ là ở San Francisco. Mỗi điểm dừng chân được trang trí bằng các chủ đề gắn với các màu sắc khác nhau và có sẵn đồ ăn, và có những điều bất ngờ khác nhau dành riêng cho những người hâm mộ. Họ cũng được phát miễn phí tai nghe Beats của Dr. Dre.
Chuyến lưu diễn đã đặt chân tới các địa điểm sau (tính đến ngày 14 tháng 5 năm 2015):
| Ngày                | Thành phố                  | Địa điểm cuối cùng                 | Bài hát ra mắt           | Màu chủ đề     |
| ------------------- | -------------------------- | ---------------------------------- | ------------------------ | -------------- |
| 19 tháng 3 năm 2015 | Austin, Texas              | Longhorn Cavern State Park         | "Addicted to a Memory"   | Tím            |
| 30 tháng 3 năm 2015 | Los Angeles, California    | Sa mạc gần Joshua Tree, California | "Straight Into the Fire" | Cam            |
| 9 tháng 4 năm 2015  | Phoenix, Arizona           | Lake Pleasant                      | "Bumble Bee"             | Vàng           |
| 14 tháng 4 năm 2015 | San Francisco, California  | Alcatraz Island                    | "Transmission"           | Đen            |
| 27 tháng 4 năm 2015 | Denver, Colorado           | The Stanley Hotel                  | "Illusion"               | Xanh nước biển |
| 8 tháng 5 năm 2015  | Chicago, Illinois          | Shedd Aquarium                     | "Beautiful Now"          | Đỏ sậm         |
| 10 tháng 5 năm 2015 | Philadelphia, Pennsylvania | Fonthill Castle                    | "Papercut"               | Trắng          |
| 12 tháng 5 năm 2015 | Atlanta, Georgia           | The Inn tại Serenbe                | "Daisy"                  | Xanh lá cây    |
| 14 tháng 5 năm 2015 | Las Vegas, Nevada          | Grand Canyon                       | "Done With Love"         | Xanh           |
| 18 tháng 5 năm 2015 | New York City, New York    | Empire State Building              | "True Colors"            | Đỏ             |

Khi nói về album, Zedd nhấn mạnh rằng anh "...muốn những người hâm mộ trải nghiệm album theo một cách hoàn toàn mới". Anh còn nói thêm rằng mỗi bài hát đi kèm với một màu tương ứng, và bằng chứng là, xuyên suốt chuyến lưu diễn quảng bá, tại các địa điểm khác nhau đều có màu chủ đề khác nhau ứng với cảm xúc của bài hát được giới thiệu ở địa điểm đó. Khi chiến dịch đang dừng chân ở Los Angeles, Zedd bình luận rằng, "Với tôi, mỗi thứ đều gắn với một màu tương ứng. Quá nhiều tiếng vang sẽ luôn khiến ta cảm thấy lạnh, điều này gợi cho tôi liên tưởng đến màu xanh nước biển. Trong bài hát này ("Straight Into the Fire"), tiếng nhỏ giọt tràn đầy năng lượng và rất dữ dội, nghe như lửa vậy, nên thật dễ dàng để lựa chọn màu cam cho bài hát." Tại Austin, màu chủ đề là màu tím, trong khi màu vàng được dùng ở Phoenix, và màu xanh nước biển xuất hiện ở Denver.

## Lưu diễn
| Ngày                 | Thành phố             | Quốc gia    | Địa điểm                                 |
| -------------------- | --------------------- | ----------- | ---------------------------------------- |
| Châu Á               |                       |             |                                          |
| 7 tháng 8 năm 2015   | Thành phố Hồ Chí Minh | Việt Nam    | Rach Chiec Golf Driving Range            |
| 8 tháng 8 năm 2015   | Manila                | Philippines | Mall of Asia Arena                       |
| 11 tháng 8 năm 2015  | Bangkok               | Thái Lan    | Thunderdome                              |
| 15 tháng 8 năm 2015  | Osaka                 | Nhật Bản    | Maishima Sports Island                   |
| 16 tháng 8 năm 2015  | Tokyo                 | Nhật Bản    | QVC Marine Field                         |
| Bắc Mỹ               |                       |             |                                          |
| 6 tháng 9 năm 2015   | Seattle               | Hoa Kỳ      | Seattle Center                           |
| 8 tháng 9 năm 2015   | Magna                 | Hoa Kỳ      | The Great Saltair                        |
| 10 tháng 9 năm 2015  | Broomfield            | Hoa Kỳ      | 1stBank Center                           |
| 12 tháng 9 năm 2015  | Mesa                  | Hoa Kỳ      | Mesa Amphitheatre                        |
| 15 tháng 9 năm 2015  | San Diego             | Hoa Kỳ      | Valley View Casino Center                |
| 16 tháng 9 năm 2015  | San Francisco         | Hoa Kỳ      | Bill Graham Civic Auditorium             |
| 17 tháng 9 năm 2015  | San Francisco         | Hoa Kỳ      | Bill Graham Civic Auditorium             |
| 18 tháng 9 năm 2015  | Los Angeles           | Hoa Kỳ      | Trung tâm Staples                        |
| 22 tháng 9 năm 2015  | El Paso               | Hoa Kỳ      | Williams Convention Center               |
| 24 tháng 9 năm 2015  | Austin                | Hoa Kỳ      | Austin360 Amphitheater                   |
| 25 tháng 9 năm 2015  | Houston               | Hoa Kỳ      | Bayou Music Center                       |
| 26 tháng 9 năm 2015  | Dallas                | Hoa Kỳ      | South Side Ballroom                      |
| 28 tháng 9 năm 2015  | New Orleans           | Hoa Kỳ      | Bold Sphere Music tại Champions Square   |
| 30 tháng 9 năm 2015  | Cleveland             | Hoa Kỳ      | Jacobs Pavilion at Nautica               |
| 2 tháng 10 năm 2015  | New York City         | Hoa Kỳ      | Madison Square Garden                    |
| 5 tháng 10 năm 2015  | Wallingford           | Hoa Kỳ      | Oakdale Theatre                          |
| 6 tháng 10 năm 2015  | Kingston              | Hoa Kỳ      | Ryan Center                              |
| 7 tháng 10 năm 2015  | Amherst               | Hoa Kỳ      | Mullins Center                           |
| 9 tháng 10 năm 2015  | University Park       | Hoa Kỳ      | Bryce Jordan Center                      |
| 13 tháng 10 năm 2015 | Charlotte             | Hoa Kỳ      | Uptown Amphitheatre tại NC Music Factory |
| 16 tháng 10 năm 2015 | Miami                 | Hoa Kỳ      | Bayfront Park Amphitheatre               |
| 17 tháng 10 năm 2015 | Tampa                 | Hoa Kỳ      | USF Sun Dome                             |
| 27 tháng 10 năm 2015 | Indianapolis          | Hoa Kỳ      | Indiana Farmers Coliseum                 |
| 31 tháng 10 năm 2015 | St. Paul              | Hoa Kỳ      | Roy Wilkins Auditorium                   |

## Đánh giá chuyên môn
| Đánh giá chuyên môn | Đánh giá chuyên môn |
| Điểm trung bình     | Điểm trung bình     |
| Nguồn               | Đánh giá            |
| ------------------- | ------------------- |
| Metacritic          | 60/100              |
| Nguồn đánh giá      |                     |
| Nguồn               | Đánh giá            |
| Complex             | [ 30 ]              |
| Pitchfork Media     | 4.2/10              |
| Rolling Stone       | [ 32 ]              |
| Spin                | 6/10                |
| Your EDM            | 9.7/10              |
| Newsday             | B                   |
| Allmusic            | [ 36 ]              |

Sau khi phát hành, True Colors nhận được những phản hồi trái chiều từ các nhà phê bình âm nhạc. Trên Metacritic, trang có hệ thống đánh giá album theo thang điểm 100 với điểm trung bình tính theo các bài đánh giá, album nhận được điểm trung bình 60, dựa trên 5 nhận xét, với đánh giá chung là "các đánh giá hỗn hợp hoặc trung bình".

## Các đĩa đơn
"I Want You to Know" được phát hành thành đĩa đơn đầu tiên từ album vào ngày 23 tháng 2 năm 2015. Ca khúc được Selena Gomez tham gia hợp tác và nhận được đa số các nhận xét tích cực từ giới phê bình. Video âm nhạc của bài hát ra mắt vào ngày 10 tháng 3 năm 2015, được đạo diễn bởi Brent Bonacorso và biên tập bởi Anthony Chirco. Kết hợp quảng bá với T-Mobile, một phiên bản phối lại bài hát của Milo & Otis đã được cung cấp cho người hâm mộ làm theo hướng dẫn.
"Beautiful Now" là đĩa đơn thứ hai, phát hành vào ngày 13 tháng 5 năm 2015. Hợp tác cùng Jon Bellion, ca khúc tiếp tục nhận được những phản hồi tích cực. Một video tiết lộ trước nội dung của video âm nhạc chính thức cho bài hát ra mắt vào ngày 26 tháng 5 năm 2015. Video chính thức ra mắt vài tuần sau đó.
"Papercut", với sự tham gia của nam ca sĩ người Úc Troye Sivan, trở thành đĩa đơn thứ 3 từ album vào ngày 17 tháng 7 năm 2015.

### Các bài hát khác
"Addicted to a Memory" được phát hành như một bài hát quảng bá khi đặt trước album trên iTunes, bắt đầu từ ngày 14 tháng 4 năm 2015 và sau đó ra mắt trên các dịch vụ streaming như Spotify và Beats Music sau ngày hôm đó. Bài hát kéo dài 5 phút này có sự góp mặt của nhóm nhạc nữ người Mỹ Bahari.
"Bumble Bee", một ca khúc hợp tác giữa nhà sản xuất người Canada và các nghệ sĩ của Dim Mak Records Botnek, được thông báo là sẽ trở thành đĩa đơn quảng bá kế tiếp cho album. Một bản phối mở rộng của ca khúc phát hành vào ngày 10 tháng 7 năm thông qua Beatport (nhưng bị gỡ xuống ngày sau đó do các nguyên nhân chưa rõ ràng). Cùng ngày, Botnek đăng tải một bản phối gồm 31 bài hát của DJ, có tựa đề là "The Bumble Bee Mix!" lên trang SoundCloud để ăn mừng sự kiện phát hành đĩa đơn. Ca khúc trở thành bài hát duy nhất mang tính chất hợp tác, cũng như một số bài mang phong-cách-câu-lạc-bộ trong album.

## Danh sách và thứ tự các bài hát
| STT | Nhan đề                                             | Sáng tác                                                             | Thời lượng |
| --- | --------------------------------------------------- | -------------------------------------------------------------------- | ---------- |
| 1.  | "Addicted to a Memory" (hợp tác với Bahari)         | Anton Zaslavski Matthew Koma                                         | 5:03       |
| 2.  | "I Want You to Know" (hợp tác với Selena Gomez)     | Zaslavski Ryan Tedder Kevin Nicholas Drew                            | 3:59       |
| 3.  | "Beautiful Now" (hợp tác với Jon Bellion)           | Zaslavski Bellion Antonina Armato Tim James Desmond Child David Jost | 3:38       |
| 4.  | "Transmission" (hợp tác với Logic và X Ambassadors) | Zaslavski Armato James Sir Robert Bryson Hall II Sam Nelson Harris   | 4:02       |
| 5.  | "Done with Love"                                    | Zaslavski Alexander Izquierdo Jacob Luttrell                         | 4:56       |
| 6.  | "True Colors"                                       | Zaslavski Armato James                                               | 3:48       |
| 7.  | "Straight Into the Fire"                            | Zaslavski Julia Michaels Sam Martin Lindy Robbins Mark Nilan Jr.     | 3:41       |
| 8.  | "Papercut" (hợp tác với Troye Sivan)                | Zaslavski Michaels Martin Robbins Jason Evigan Austin Paul Flores    | 7:23       |
| 9.  | "Bumble Bee" (với Botnek)                           | Zaslavski Gordon Huntley Erick Muise David Gamson Roger Troutman     | 4:07       |
| 10. | "Daisy"                                             | Zaslavski Andreas Schuller Evigan Michaels Danny Parker              | 2:54       |
| 11. | "Illusion" (hợp tác với Echosmith)                  | Zaslavski Luttrell Georgia Ku                                        | 6:26       |

Ghi chú
- "Straight Into the Fire" và "Daisy" có phần hát của Julia Michaels không được ghi vào danh sách thực hiện.
- "Done with Love" có phần hát của Jacob Luttrell không được ghi vào danh sách thực hiện.
- "True Colors" có phần hát của Tim James không được ghi trong danh sách thực hiện
- "Bumble Bee" có phần hát được lấy mẫu của Roger Troutman.

## Xếp hạng

### Xếp hạng tuần
| Bảng xếp hạng (2015)                          | Vị trí cao nhất |
| --------------------------------------------- | --------------- |
| Album Úc (ARIA)                               | 19              |
| Album Bỉ (Ultratop Vlaanderen)                | 131             |
| Album Bỉ (Ultratop Wallonie)                  | 187             |
| Album Canada (Billboard)                      | 6               |
| Album Phần Lan (Suomen virallinen lista)      | 21              |
| Album Đức (Offizielle Top 100)                | 50              |
| Album Ý (FIMI)                                | 51              |
| Nhật Bản (Oricon)                             | 13              |
| Album Na Uy (VG-lista)                        | 12              |
| Album Scotland (OCC)                          | 32              |
| South Korean International Albums (Gaon)      | 46              |
| Album Tây Ban Nha (PROMUSICAE)                | 75              |
| Album Thụy Điển (Sverigetopplistan)           | 14              |
| Album Thụy Sĩ (Schweizer Hitparade)           | 68              |
| Album Anh Quốc (OCC)                          | 42              |
| Album Hoa Kỳ Billboard 200                    | 4               |
| Album Hoa Kỳ Top Dance/Electronic (Billboard) | 1               |

## Chứng nhận
| Quốc gia                                                                                             | Chứng nhận | Số đơn vị/doanh số chứng nhận |
| --- | ---------- | ----------------------------- |
| Singapore (RIAS)                                                                                     | Vàng       | 5.000*                        |
| Hoa Kỳ (RIAA)                                                                                        | Vàng       | 500.000‡                      |
| * Chứng nhận dựa theo doanh số tiêu thụ. ‡ Chứng nhận dựa theo doanh số tiêu thụ và phát trực tuyến. |            |                               |

## Lịch sử phát hành
| Quốc gia       | Ngày phát hành      | Định dạng          | Nhãn hiệu  | Ng.    |
| -------------- | ------------------- | ------------------ | ---------- | ------ |
| Úc             | 15 tháng 5 năm 2015 | CD Tải kĩ thuật số | Interscope | [ 62 ] |
| Đức            | 15 tháng 5 năm 2015 | CD Tải kĩ thuật số | Interscope | [ 63 ] |
| Hoa Kỳ         | 18 tháng 5 năm 2015 | CD Tải kĩ thuật số | Interscope | [ 64 ] |
| Ireland        | 3 tháng 7 năm 2015  | CD Tải kĩ thuật số | Interscope | [ 65 ] |
| Vương quốc Anh | 6 tháng 7 năm 2015  | CD Tải kĩ thuật số | Interscope | [ 66 ] |